# Yuhina torqueola
Yuhina torqueola е вид птица от семейство Zosteropidae.

## Разпространение
Видът е разпространен във Виетнам, Китай, Лаос и Тайланд.